# HP TouchSmart
HP TouchSmart系列由惠普公司出品的一體化電腦及筆記本電腦/二合一笔记本产品线，當中的電腦都包括帶來多點觸控功能的屏幕。它使用AMD或英特爾的處理器並運行Windows Vista或Windows 7。

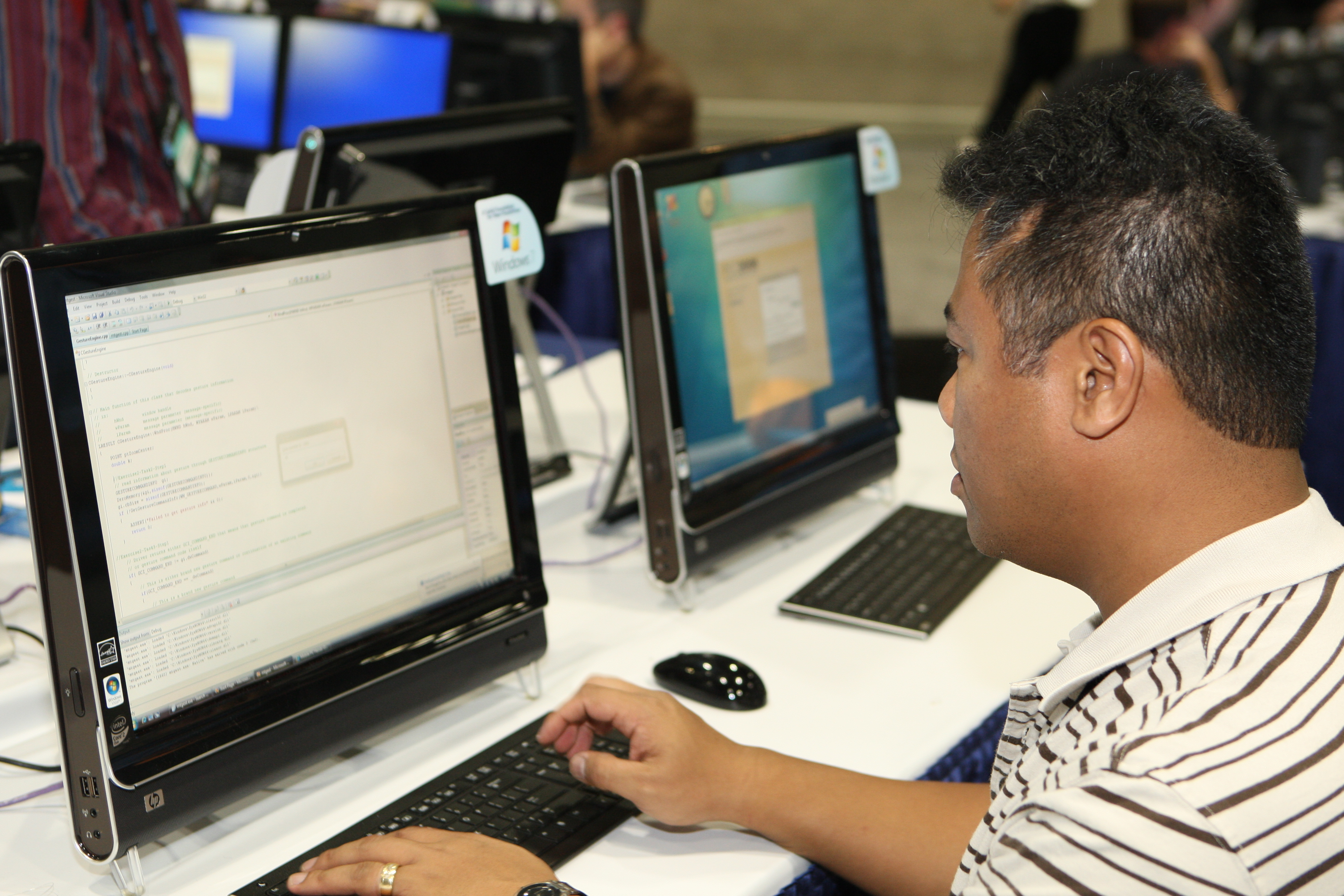
几台HP Touchsmart

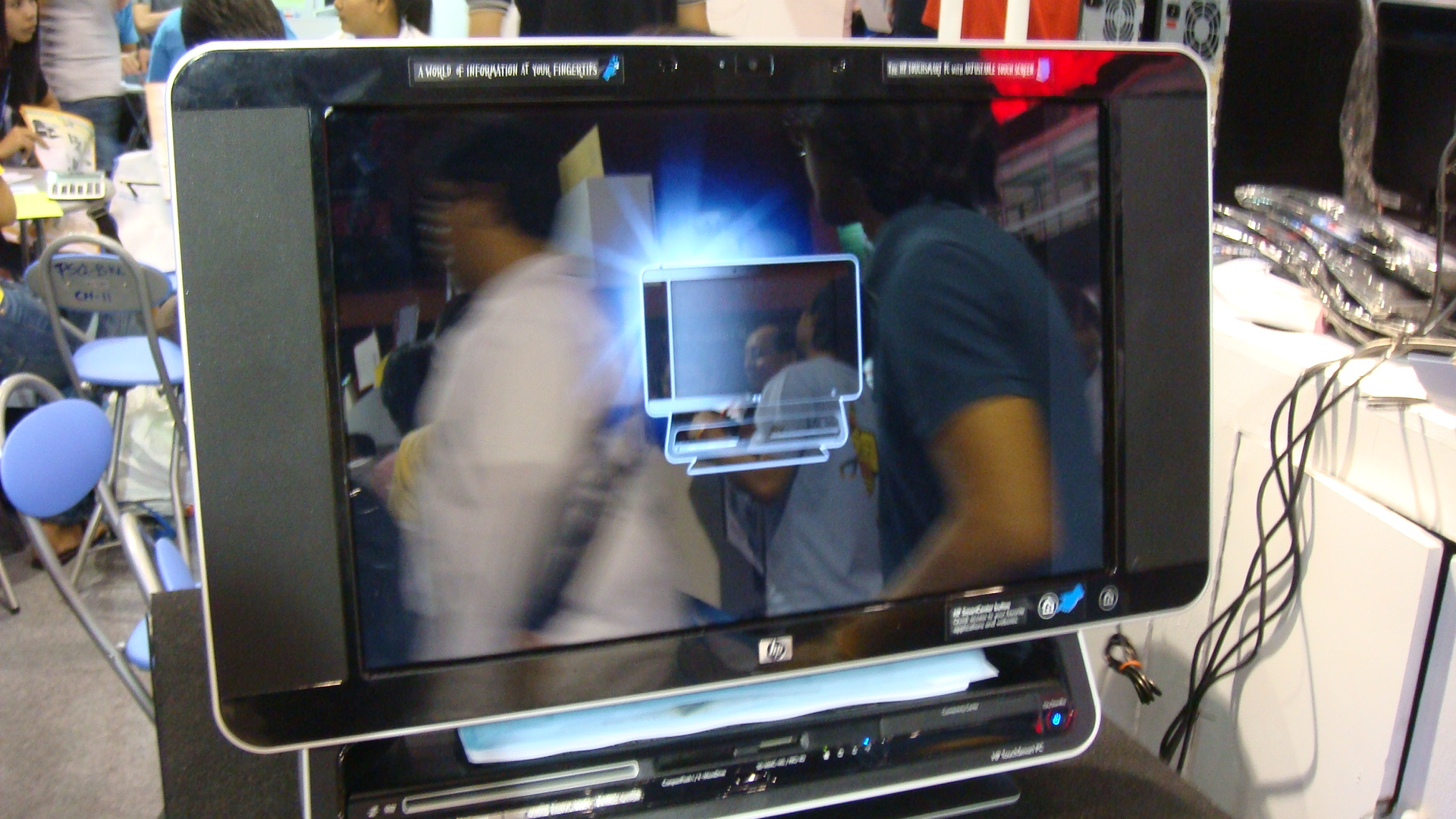
HP TouchSmart 770

## HP Touchsmart Crossfire
HP TouchSmart是由比爾蓋茨於2007年1月7日宣佈，現時是市場上最大的觸摸屏桌上型電腦。也被稱為"Crossfire"，HP Touchsmart IQ770使用19英寸的觸摸屏，AMD Turion 64 X2雙核心TL-52處理器，2GB的內存，320GB硬盤，NVIDIA GeForce Go 7600，WiFi，藍牙，130萬像素視像鏡頭，FM及ATSC高清電視調諧器，DVD±RW/DVD-RAM光碟機連LightScribe，Pocket Media Drive bay，無線鍵盤，滑鼠，手寫筆，及front media reader。另外,包含了很多的接口，以太網，2個FireWire，6個USB2.0，1個HP打印機電源連接器，5.1+數字音頻輸出，IR out，mini-VGA，FM coax，TV coax，ATSC及2個S-Video。

## HP Touchsmart 2
2008年6月10日，惠普公司推出新的HP TouchSmart IQ500系列。該系列使用22英寸的觸摸屏，Intel Core 2 Duo處理器，500GB的硬盤，256MB NVIDIA GeForce 9300 M HS HD graphics及802.11n WiFi。新的HP TouchSmart使用鋼琴黑的觸摸屏亦通過能源之星認證。
其次的TouchSmart IQ800系列，具有較大的25.5英寸觸摸屏。其它特點包括一個電視調諧器的遙控器，視像鏡頭，藍牙，HP Pocket Media drive bay及一個周圍有燈光的鍵盤。較昂貴的IQ816使用2.10GHz T8100 Core 2 Duo處理器，藍光光驅/雙層燒錄機及GeForce 9600M芯片。　

## Touchsmart tx2z

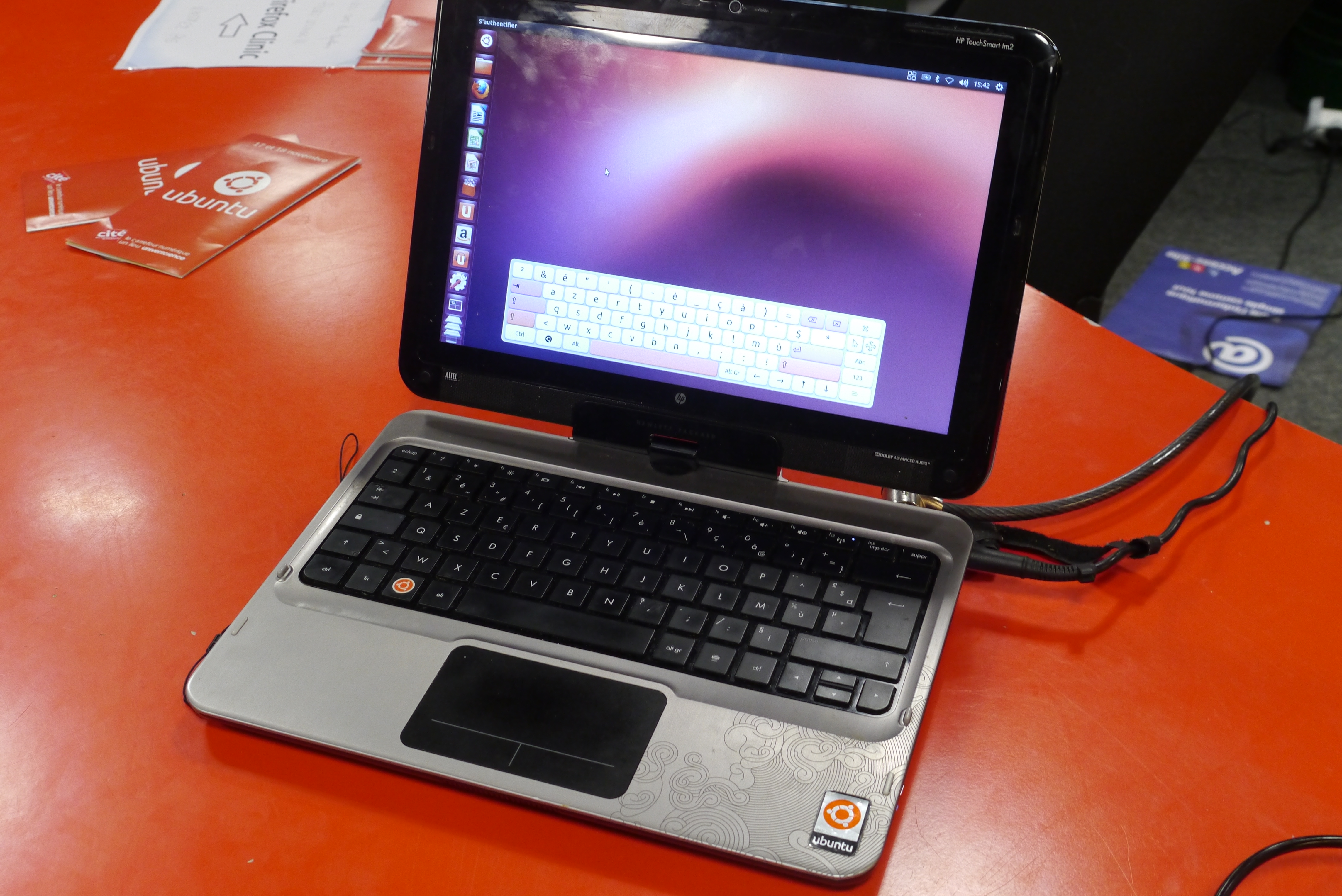
Touchsmart tx2z

於2008年12發佈的Touchsmart tx2z被吹捧為第一個廉价二合一筆記本。TouchSmart tx2取代了舊的HP Pavilion tx2500z。

## 系列

### 桌面電腦[7][8]
- HP TouchSmart IQ840系列
- HP TouchSmart IQ830系列
- HP TouchSmart IQ820系列
- HP TouchSmart IQ530系列
- HP TouchSmart IQ520系列
- HP TouchSmart IQ500系列(已停售)
- HP TouchSmart PC 系列(已停售)

### 筆記薄型電腦[9]
- HP TouchSmart tx2-1300系列
- HP TouchSmart tx2-1200系列
- HP TouchSmart tx2-1000系列

## 图集

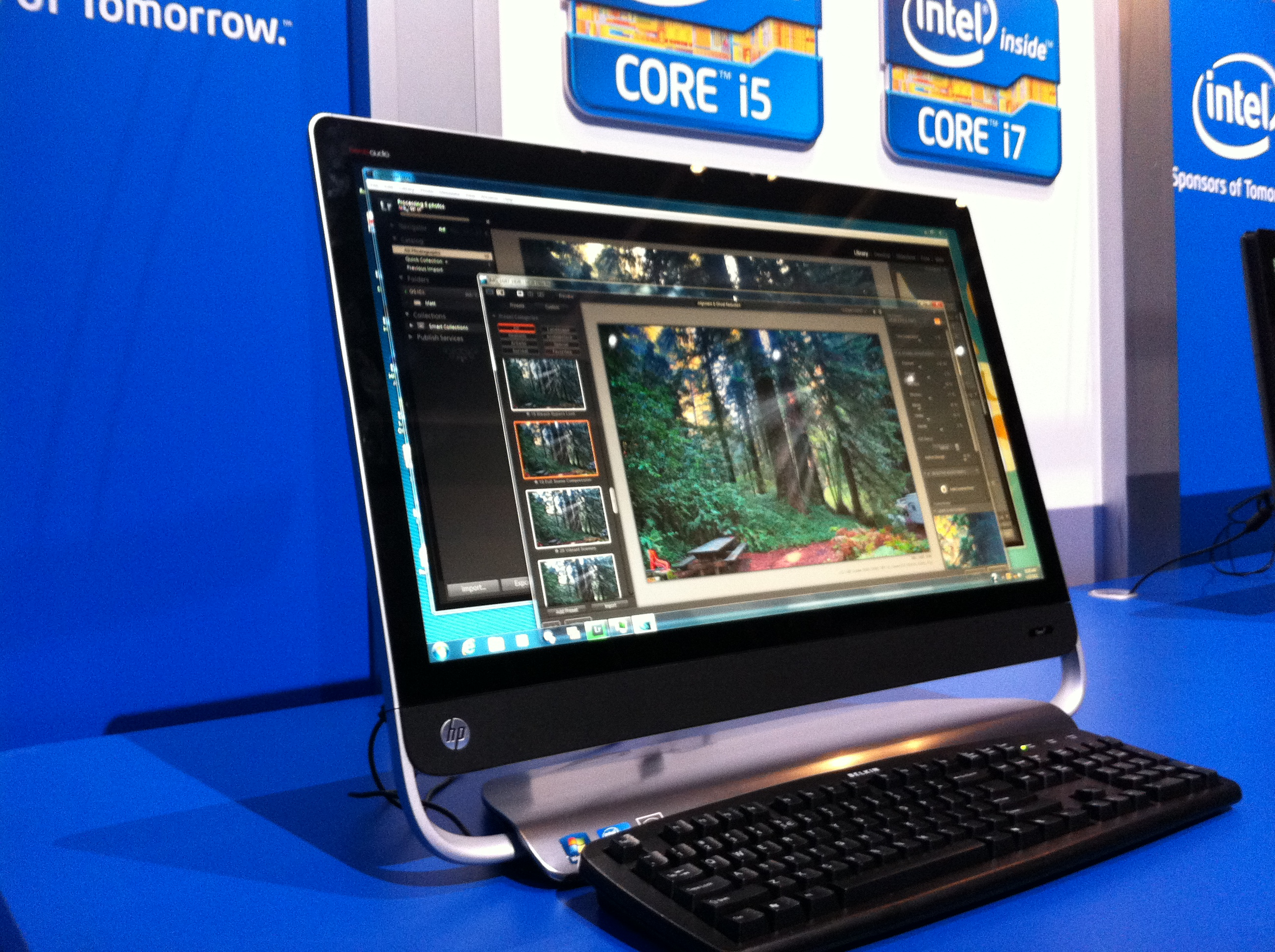
一台2013年发布的TouchSmart
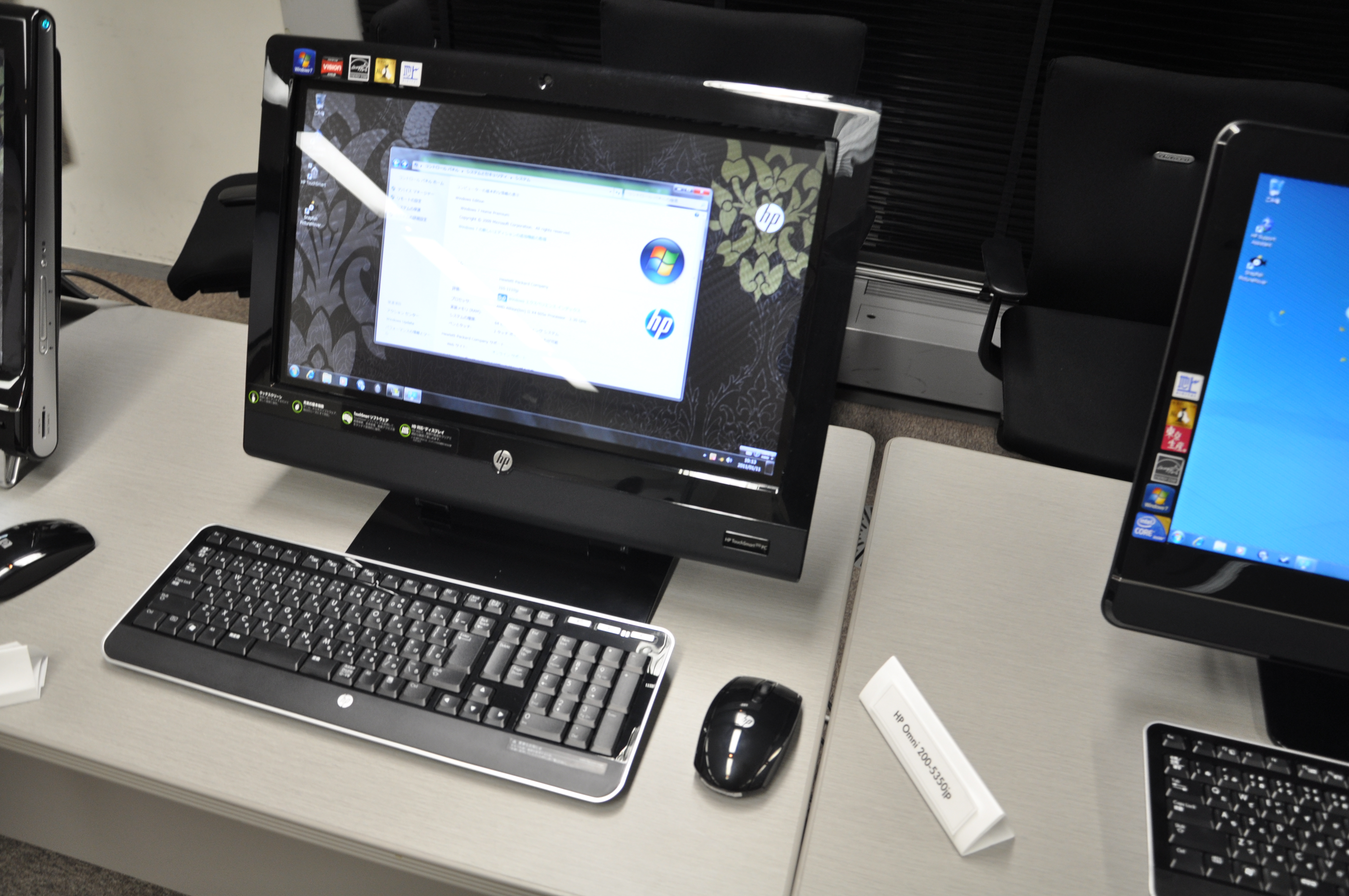
一台TouchSmart
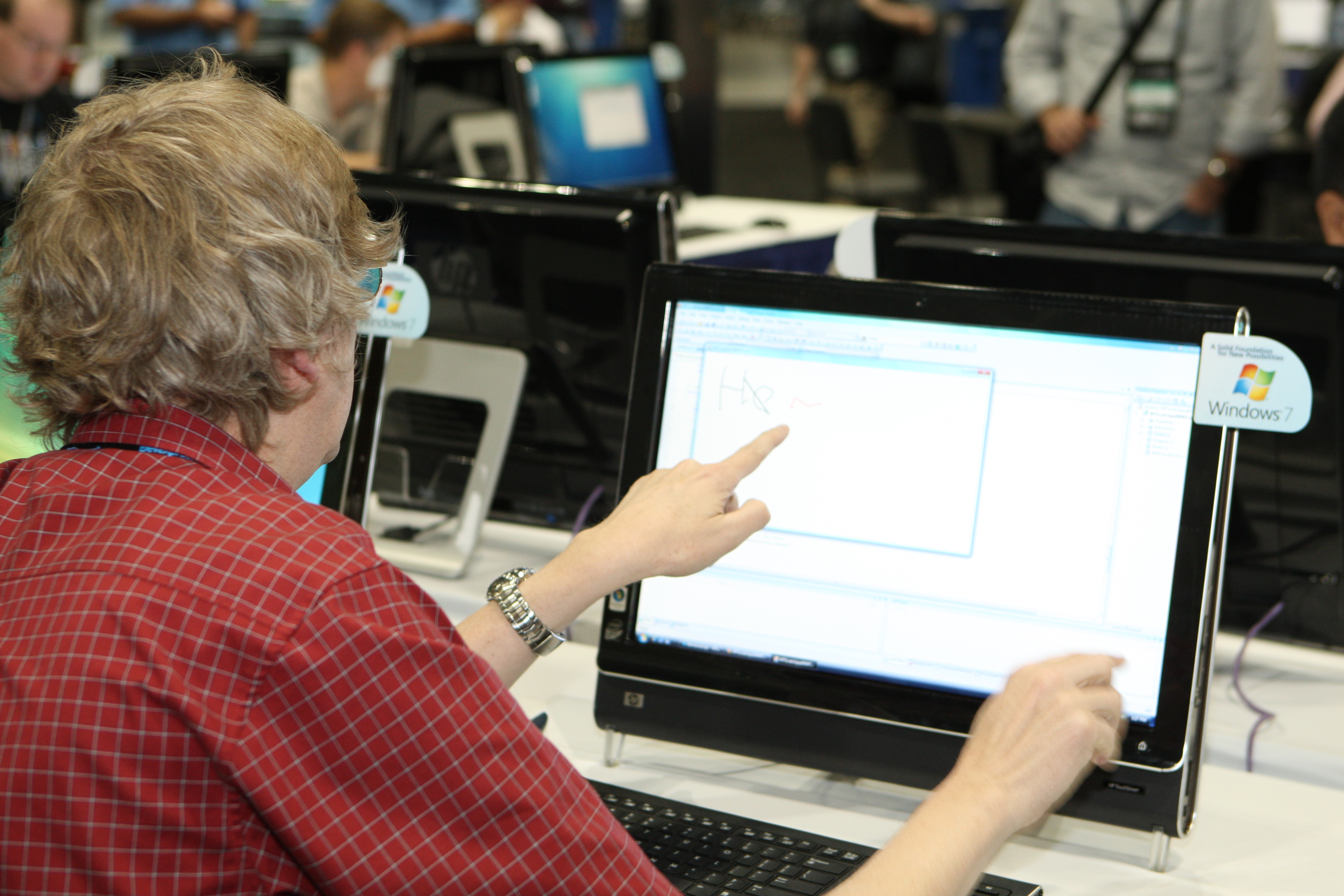
一个人正用触控操控TouchSmart
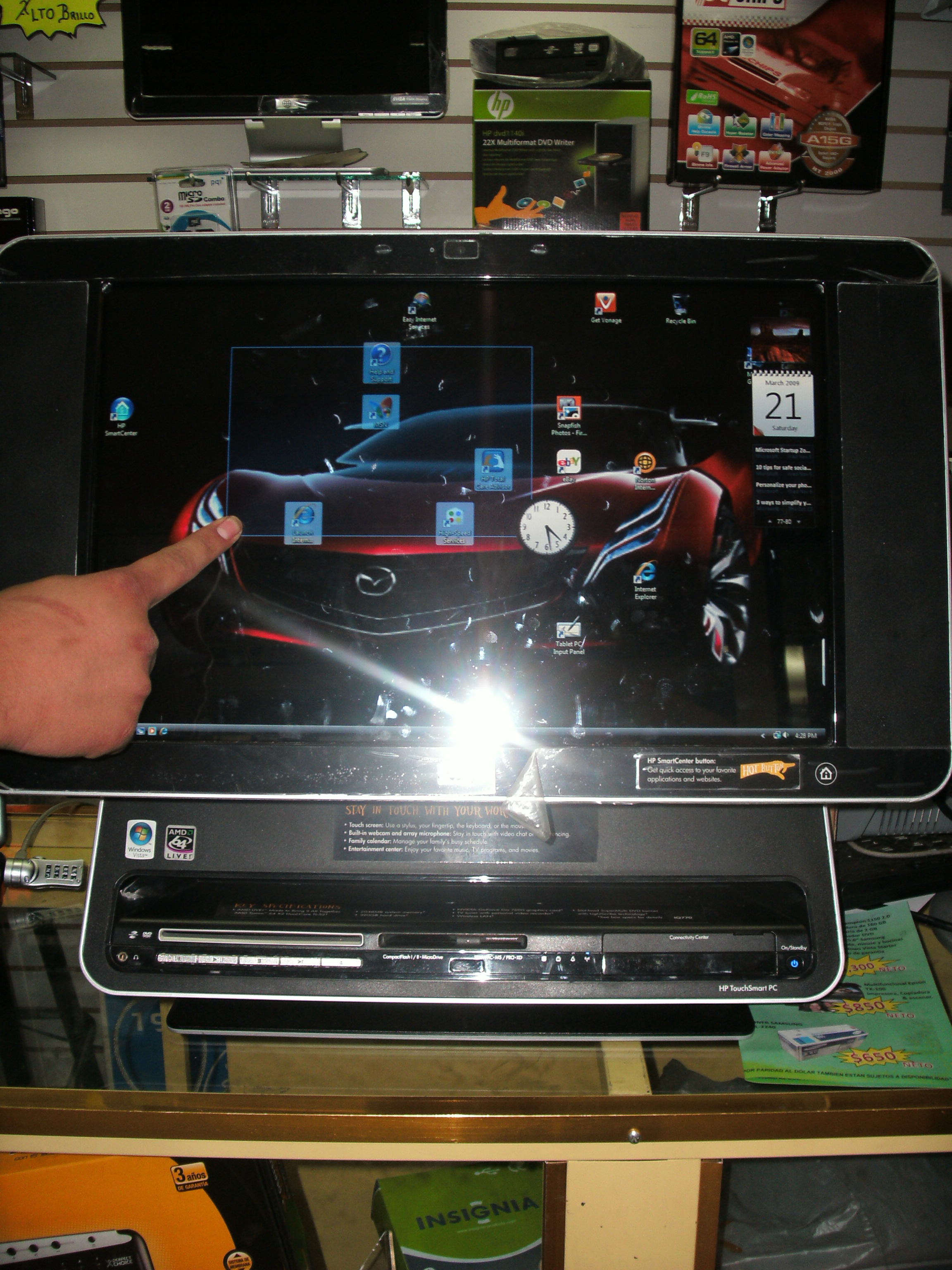
TouchSmart 770
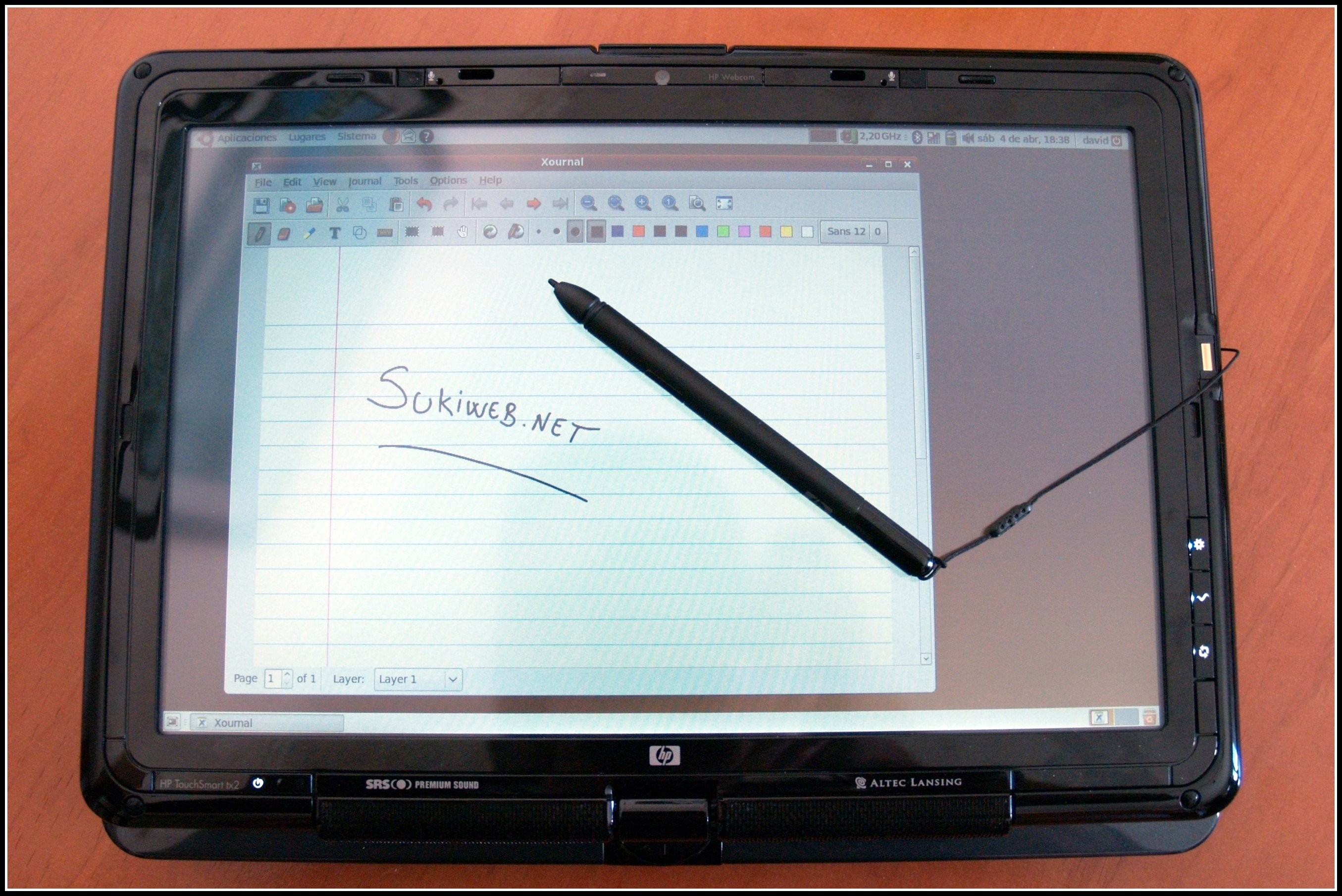
HP TouchSmart tx2 laptop，二合一笔记本，图中为其平板模式

## 外部連結
1. ↑  Dybwad, Barb. . engadget. January 7, 2007  [2009-01-28]. （原始内容存档于2009-01-29）.
2. ↑  Block, Ryan. . engadget. November 30, 2006  [2009-01-28]. （原始内容存档于2009-01-23）.
3. ↑  Ricker, Thomas. . engadget. June 10, 2008  [2009-01-28]. （原始内容存档于2009-02-01）.
4. ↑  Hewlett Packard Development Company, LP. . June 10, 2008  [2009-01-28]. （原始内容存档于2009-01-15）.
5. ↑  Patel, Nilay. . engadget. 16 September 2008  [January 28, 2009]. （原始内容存档于2009-03-06）.
6. ↑  Jackson, Jerry. . www.notebookreview.com. 22 December 2008  [January 28, 2009]. （原始内容存档于2009-07-25）.
7. ↑  .   [2009-07-21]. （原始内容存档于2009-02-14）.
8. ↑  .   [2009-07-21]. （原始内容存档于2009-08-12）.
9. ↑  .   [2009-07-21]. （原始内容存档于2009-04-04）.

- HP TouchSmart US microsite
- HP TouchSmart PC Community and Forum（页面存档备份，存于）